# Holly Grainger
Holliday Clark Grainger (Manchester, 27 de março de 1988), mais conhecida como Holly Grainger, é uma atriz britânica.

## Biografia
Grainger nasceu em Didsbury, Manchester. Um de seus avôs é italiano. Sua primeira experiência como atriz foi aos cinco anos, quando foi escolhida para uma série de TV da BBC.  Ela apareceu em muitos programas de TV e filmes independentes como uma jovem atriz. 
Grainger estudou na Parrs Wood High School de 1999 a 2006, e em 2007 começou a estudar literatura inglesa na University of Leeds.  No entanto, ela acabou optando pela Open University. 

## Carreira
O primeiro papel de Grainger foi aos cinco anos de idade na série dramática de comédia da BBC All Quiet on the Preston Front. Os papéis se seguiram em Casualty, Doctors e Dalziel e Pascoe.  Grainger interpretou Megan Boothe em Where the Heart Is, Stacey Appleyard em Waterloo Road e Sophia em Merlin.
Em 2011, ela apareceu na série de televisão The Borgias, interpretando Lucrezia Borgia com Jeremy Irons no papel do Papa Alexandre VI.  A série, criada pelo vencedor do Oscar Neil Jordan e filmada na Hungria, durou três temporadas. 
Depois de seu papel como Emily no filme The Scouting Book for Boys (2009), ela interpretou uma das irmãs Rivers contracenando com Mia Wasikowska e Michael Fassbender na versão de Cary Fukunaga de 2011 de Jane Eyre, e teve um papel menor em Bel Ami  ao lado de Robert Pattinson e Uma Thurman.
Em junho de 2011, ela ganhou o papel principal de Estella na adaptação cinematográfica de Mike Newell, Great Expectations, ao lado de Jeremy Irvine e Helena Bonham Carter. O filme, exibido no Festival Internacional de Cinema de Toronto de 2012, teve sua estreia europeia como o filme da noite de encerramento do BFI London Film Festival. Ela teve um papel menor no filme de 2012 Anna Karenina como Baronesa Shilton.
No palco, em 2013 ela desempenhou um papel em Disassociation, uma peça de Luke Bailey, no The Lowry em Salford, que recebeu críticas amplamente positivas. No mesmo ano, ela interpretou Bonnie Parker no mini-programa de TV de 2013  série Bonnie & Clyde.  Ela foi uma das protagonistas do filme The Riot Club de 2014, adaptado da peça Posh, ao lado de Max Irons.  No mesmo ano, ela apareceu no palco em uma versão da peça de Anton Chekov, Three Sisters at the Southwark Playhouse. 
Grainger interpretou a meia-irmã de Cinderela, Anastasia Tremaine, na versão cinematográfica de Kenneth Branagh de 2015 de Cinderela. 
Em 2016, Grainger estrelou The Finest Hours da Disney. 
Em 2017, ela apareceu em uma adaptação cinematográfica do romance Tulip Fever ao lado de Alicia Vikander. A partir de 2017, ela interpreta Robin Ellacott na série de TV Strike (exibida nos Estados Unidos e Canadá como C.B. Strike) baseada nos romances de J.K.  Rowling. 
Grainger interpreta um dos dois papéis femininos principais no longa-metragem Animals, junto com Alia Shawkat.  Baseado no romance de Emma Jane Unsworth, que também escreveu o roteiro, o filme foi dirigido por Sophie Hyde e filmado em Dublin. 
Em 2019, Grainger estrelou o thriller de conspiração da BBC The Capture. 

## Filatropia
Em 20 de junho de 2016, Dia Mundial do Refugiado, Grainger, assim como Jack O'Connell, apareceu em um filme da agência de refugiados das Nações Unidas, ACNUR, para ajudar a aumentar a conscientização sobre a crise global de refugiados. O filme, intitulado Home, mostra uma família que faz uma migração reversa para o meio de uma zona de guerra.  Inspirado por relatos primários de refugiados, e faz parte da campanha #WithRefugees do ACNUR, que também inclui uma petição aos governos para expandir o asilo para fornecer mais abrigo, oportunidades de emprego e educação integradas. Home, escrito e dirigido por Daniel Mulloy, ganhou um Prêmio BAFTA e um Leão de Ouro no Festival Internacional de Criatividade de Cannes Lions, entre muitos outros prêmios.

## Filmografia

### Televisão
| Ano       | Titulo                           | Papel                | Notas                            |
| --------- | -------------------------------- | -------------------- | -------------------------------- |
| 1994      | All Quiet on the Preston Front   | Kirsty               |                                  |
| 1996      | Roger and the Rottentrolls       | Kate Beckett         |                                  |
| 2000      | Comin' Atcha!                    | Pauline              | Episodio: "The Day Off"          |
| 2000      | Casualty                         | Katie Stoppard       | Episodio: "Seize the Night"      |
| 2001      | Dalziel and Pascoe               | Nicola Crowley       | Episodio: "Walls of Silence"     |
| 2001      | Doctors                          | Nita Harmer          | Episodio: "Writing to Charlie"   |
| 2003      | The Royal                        | Carole Green         | Episodio: "Coffin Fit"           |
| 2003–05   | The Heart Is                     | Megan Boothe         |                                  |
| 2005      | No Angels                        | Simone               | Episodio: "2.5"                  |
| 2005      | Doctors                          | Holly Leavis         | Episodio: "Indestructible"       |
| 2006      | New Street Law                   | Katie Lewis          | Episodio: "1.1"                  |
| 2007      | Waterloo Road                    | Stacey Appleyard     |                                  |
| 2008      | M.I. High                        | Leah Retsam          | Episodio: "It's a Kind of Magic" |
| 2008      | The Royal Today                  | Abigail              | Episode: "1.3"                   |
| 2008      | Fairy Tales                      | Leeza Gruff          | Episodio: "Billy Goat"           |
| 2008      | Waking the Dead                  | Nicola Bennet        |                                  |
| 2008      | Merlin                           | Sophia               | Episodio: "The Gates of Avalon"  |
| 2009      | Demons                           | Ruby                 |                                  |
| 2009      | Robin Hood                       | Meg                  | Episodio: "A Dangerous Deal"     |
| 2009      | Blue Murder                      | Jess Burgess         | Episodio: "Having It All"        |
| 2010      | Above Suspicion                  | Sharon Bilkin        | 3 Episodios                      |
| 2010      | Five Daughters                   | Alice                | Episodios: "1.2", "1.3"          |
| 2010      | Stanley Park                     | Dirty Debbie         | Pilot                            |
| 2010      | Any Human Heart                  | Tess Scabius         | 2 Episodios                      |
| 2011–2013 | The Borgias                      | Lucrezia Borgia      | 29 Episodios                     |
| 2013      | Bonnie & Clyde                   | Bonnie Parker        |                                  |
| 2015      | Lady Chatterley's Lover          | Lady Chatterley      |                                  |
| 2017      | Strike                           | Robin Ellacott       |                                  |
| 2017      | Philip K. Dick's Electric Dreams | Honor                | Episodio: "The Hood Maker"       |
| 2018      | Patrick Melrose                  | Bridget Watson Scott |                                  |
| 2019      | The Capture                      | DI Rachel Carey      |                                  |

### Filme
| Ano  | Titulo                     | Papel              | Notas |
| ---- | -------------------------- | ------------------ | ----- |
| 1997 | The Missing Postman        | Harriet            |       |
| 2002 | Skarkhouse                 | Older Lisa Bolton  |       |
| 2003 | The Illustrated Mum        | Star Westwood      |       |
| 2005 | Magnificent 7              | Louise Jackson     |       |
| 2006 | Johnny and the Bomb        | Rose Bushell       |       |
| 2007 | The Bad Mother's Handbook  | Charlotte Cooper   |       |
| 2008 | Dis/Connected              | Jenny              |       |
| 2009 | Awaydays                   | Molly Carty        |       |
| 2009 | The Scouting Book for Boys | Emily              |       |
| 2010 | Colette                    | Colette            |       |
| 2011 | Jane Eyre                  | Diana Rivers       |       |
| 2012 | Rachael                    | Samantha           |       |
| 2012 | Bel Ami                    | Suzanne Rousset    |       |
| 2012 | Anna Karenina              | Baroness           |       |
| 2012 | Great Expectations         | Estella Havisham   |       |
| 2013 | Goblin?                    |                    |       |
| 2014 | The Riot Club              | Lauren             |       |
| 2015 | Cinderella                 | Anastasia Tremaine |       |
| 2016 | The Finest Hours           | Miriam             |       |
| 2017 | My Cousin Rachel           | Louise             |       |
| 2017 | Tulip Fever                | Maria              |       |
| 2017 | Home                       | Holly              |       |
| 2018 | Tell It to the Bees        | Lydia Weekes       |       |
| 2019 | Animals                    | Laura              |       |
| 2025 | Mickey 17                  | Gemma              |       |